# Streekziekenhuis Atjoni
Het Streekziekenhuis Atjoni is een ziekenhuis in Atjoni in het Sipaliwini district van Suriname. Het werkt samen met de Medische Zending en beschikt over een kinderafdeling, laboratorium en een apotheek.
Er zijn diverse laboratoriumtesten mogelijk, waaronder chemische, hematologische, urinaire en serologische/immunologische testen.

## Voorgeschiedenis
Het Streekziekenhuis Atjoni was bedoeld voor ruim 60 dorpen in het Sipaliwini district, het binnenland van Suriname. Het ziekenhuis zou worden in 2020 geopend met 18 kamers met een optie op 25, en bestaan uit spoedeisende hulp, een röntgenafdeling, een laboratorium, een kleine operatiekamer, en een apotheek.
Op 26 mei 2020 werd het ziekenhuis geopend, maar het contract van de drie Cubaanse artsen werd niet verlengd en de artsen keerden weer terug naar Cuba. In november 2021 waren er twee personeelsleden aanwezig: een directeur die administratief werk doet, en een bewaker. Er waren geen patiënten of dokters aanwezig. Op 5 juni 2022 werd gemeld dat er vier Cubaanse artsen beschikbaar zijn, maar er was geen personeel, water of elektriciteit.
De opening werd uiteindelijk verplaatst naar 30 juli 2023. Voorafgaand ging het ziekenhuis de samenwerking aan met de Medische Zending.